# Esther Lofgren
Pour les articles homonymes, voir Lofgren.
Esther Lofgren est une rameuse américaine née le 28 février 1985 à Long Beach (Californie).

## Biographie
Aux Jeux olympiques d'été de 2012 à Londres, Esther Lofgren a obtenu la médaille d'or en huit avec Caryn Davies, Mary Whipple, Susan Francia, Elle Logan, Erin Cafaro, Caroline Lind, Taylor Ritzel et Meghan Musnicki.

## Palmarès

### Jeux olympiques
- Jeux olympiques d'été de 2012 à Londres,  Royaume-Uni
  -  Médaille d'or en huit

### Championnats du monde d'aviron
- 2011 à Bled,  Slovénie
  -  Médaille d'or en huit
- 2010 à Karapiro,  Nouvelle-Zélande
  -  Médaille d'or en huit
- 2009 à Poznań,  Pologne
  -  Médaille d'argent en quatre sans barreur
- 2006 à Eton,  Royaume-Uni
  -  Médaille de bronze en huit